# Vágar
Vágar este o insulă situată în arhipelagul feroez, fiind cea mai vestică dintre insulele mari; forma sa aduce cu un cap de câine. Pe insulă se află singurul aeroport din arhipelag și două dintre cele mai mari lacuri din Feroe, Sørvágsvatn și Fjallavatn.

## Culmi
Pe insulă se găsesc peste 41 de vârfuri, cele mai înalte sunt: Árnafjall (722 m) și Eysturtindur (714 m).

## Apele
Pe suprafața insulei se află o serie de lacuri (Sørvágsvatn (3,4 km2), Fjallavatn(1, 02 km2) și mai multe cascade, dintre care cele mai importante sunt: Bøsdalafossur, Múlafossur și Reipsáfossur.
Múlafossur și Reipsáfossur.

## Localități
Pe insulă se află 6 sate:
- Miðvágur, situat în partea centrală a insulei, 1.025 loc. (2003)
- Sandavágur, localizat la est de Miðvágur, 716. loc (2003)
- Sørvágur, situat în partea de vest a insulei, aproape de aeroport, 980 loc. (2003)
- Bøur, situat la o distanță de 4 km vest de Sørvágur, 69 loc. (2003)
- Gásadalur, la vest de Bøur, pe Mykines Fjord , 16 loc. (2003)
- Vatnsoyrar, fondat în 1921, 41 loc. (2003)

În 1833, aproape de satul Gásadalur a luat naștere localitatea Víkar, dar datorită izolării sale a fost abandonat în 1910.